# 2025 v hudbě
Tento článek obsahuje události související s hudbou, které proběhly v roce 2025.

## Události
- Eurovision Song Contest 2025
- Colours of Ostrava 2025

## Vydaná alba

### Česká

#### Únor
| Den | Album       | Umělec | Poznámky |
| --- | ----------- | ------ | -------- |
|     | Jedeme domů | Elka   |          |

#### Březen
| Den | Album     | Umělec  | Poznámky |
| --- | --------- | ------- | -------- |
| 28. | Bombarďák | Olympic |          |

#### Duben
| Den | Album   | Umělec                      | Poznámky |
| --- | ------- | --------------------------- | -------- |
| 4.  | Dosebe  | Epydemye                    |          |
| 25. | Ostraka | Michal Prokop a Framus Five |          |

#### Květen
| Den | Album      | Umělec    | Poznámky |
| --- | ---------- | --------- | -------- |
| 2.  | Volám domů | RODAN     | EP       |
| 16. | Amy7       | BomBarďák |          |

#### Červen
| Den | Album                                | Umělec          | Poznámky |
| --- | ------------------------------------ | --------------- | -------- |
| 20. | Dáša Zázvůrková zpívá Hanu Hegerovou | Dáša Zázvůrková |          |
|     | Elektra                              | P/\ST           |          |

### Zahraniční

#### Leden
| Den | Album                | Umělec      | Poznámky |
| --- | -------------------- | ----------- | -------- |
| 3.  | WHAM                 | Lil Baby    |          |
| 3.  | Debí Tirar Más Fotos | Bad Bunny   |          |
| 8.  | Perverts             | Ethel Cain  |          |
| 10. | Look Up              | Ringo Starr |          |
| 17. | Balloonerism         | Mac Miller  |          |
| 17. | Time Is the Fire     | Tokyo Blade |          |
| 24. | Eusexua              | FKA Twigs   |          |
| 24. | Can't Rush Greatness | Central Cee |          |
| 24. | The Bad Fire         | Mogwai      |          |
| 31. | Hurry Up Tomorrow    | The Weeknd  |          |
| 31. | NSFW                 | Tyga        |          |

#### Únor
| Den | Album                            | Umělec            | Poznámky |
| --- | -------------------------------- | ----------------- | -------- |
| 7.  | Power Train                      | Majestica         |          |
| 7.  | Polari                           | Olly Alexander    |          |
| 14. | Love & Hyperbole                 | Alessia Cara      |          |
| 14. | Sleepless Empire                 | Lacuna Coil       |          |
| 21. | The Navy Album                   | Roddy Ricch       |          |
| 21. | This Consequence                 | Killswitch Engage |          |
| 27. | Salvation                        | Rebecca Blacková  |          |
| 28. | The Sky, the Earth & All Between | Architects        |          |
| 28. | Here Be Dragons                  | Avantasia         |          |
| 28. | Balls to the Wall Reloaded       | Dirkschneider     |          |
| 28. | Alter Ego                        | Lisa              |          |
| 28. | The Music of Tori and the Muses  | Tori Amos         |          |

#### Březen
| Den | Album                    | Umělec                      | Poznámky |
| --- | ------------------------ | --------------------------- | -------- |
| 7.  | Mayhem                   | Lady Gaga                   |          |
| 7.  | Tsunami Sea              | Spiritbox                   |          |
| 7.  | Curious Ruminant         | Jethro Tull                 |          |
| 7.  | Ruby                     | Jennie                      |          |
| 14. | I Am Music               | Playboi Carti               |          |
| 14. | The Overview             | Steven Wilson               |          |
| 21. | Limited Deadition        | Lordi                       |          |
| 21. | Pisces                   | James Arthur                |          |
| 21. | I Said I Love You First  | Selena Gomez a Benny Blanco |          |
| 28. | Blood Dynasty            | Arch Enemy                  |          |
| 28. | The Place After This One | Underoath                   |          |

#### Duben
| Den | Album                    | Umělec                      | Poznámky |
| --- | ------------------------ | --------------------------- | -------- |
| 4.  | Who Believes in Angels?  | Elton John a Brandi Carlile |          |
| 9.  | Ado's Best Adobum        | Ado                         |          |
| 11. | Aspiral                  | Epica                       |          |
| 14. | There Is No Space for Us | Hawkwind                    |          |
| 25. | Ànv                      | Eluveitie                   |          |
| 25. | Dream Into It            | Billy Idol                  |          |
| 25. | Skeletá                  | Ghost                       |          |
| 25. | Welcome to the Future    | H.E.A.T.                    |          |
| 25. | Unatoned                 | Machine Head                |          |
| 25. | The Navy Album           | Roddy Ricch                 |          |

#### Květen
| Den | Album                                | Umělec                      | Poznámky |
| --- | ------------------------------------ | --------------------------- | -------- |
| 9.  | Sincerely                            | Kali Uchis                  |          |
| 9.  | A Necessary Escape                   | M83                         |          |
| 9.  | Silver Shade                         | Peter Murphy                |          |
| 9.  | Even in Arcadia                      | Sleep Token                 |          |
| 15. | Iz It a Crime                        | Snoop Dogg                  |          |
| 15. | Echo                                 | Jin                         |          |
| 16. | Plæygirl                             | MØ                          |          |
| 19. | Essence of Reverie                   | Baekhyun                    |          |
| 19. | We Are                               | I-dle                       |          |
| 23. | Music for People Who Believe in Love | Joe Jonas                   |          |
| 23. | Map of a Blue City                   | Marc Ribot                  |          |
| 23. | Instant Holograms on Metal Film      | Stereolab                   |          |
| 26. | Tilt                                 | Red Velvet – Irene & Seulgi |          |

#### Červen
| Den | Album                                        | Umělec          | Poznámky |
| --- | -------------------------------------------- | --------------- | -------- |
| 6.  | Addison                                      | Addison Rae     |          |
| 6.  | Happy Birthday                               | Finn Wolfhard   |          |
| 6.  | Defiant                                      | Jimmy Barnes    |          |
| 6.  | Nightmares as Extensions of the Waking State | Katatonia       |          |
| 6.  | Lotus                                        | Little Simz     |          |
| 6.  | Tha Carter VI                                | Lil Wayne       |          |
| 6.  | Princess of Power                            | Marina          |          |
| 6.  | Lush Life: The Lost Sinatra Arrangements     | Seth MacFarlane |          |
| 6.  | God of Angels Trust                          | Volbeat         |          |
| 9.  | Girls Will Be Girls                          | Itzy            |          |
| 12. | Svitanje                                     | Emina Jahović   |          |
| 13. | About Ghosts                                 | Mary Halvorson  |          |
| 13. | Mixes of a Lost World                        | The Cure        |          |
| 15. | Bully                                        | Kanye West      |          |
| 27. | Virgin                                       | Lorde           |          |
| 27. | Blush                                        | Kevin Abstract  |          |

#### Červenec
| Den | Album                                   | Umělec                | Poznámky |
| --- | --------------------------------------- | --------------------- | -------- |
| 4.  | For the People                          | Dropkick Murphys      |          |
| 4.  | Only Frozen Sky Anyway                  | Jonathan Richman      |          |
| 4.  | Period                                  | Kesha                 |          |
| 4.  | The Country Side of Paul Carrack Vol. 1 | Paul Carrack          |          |
| 11. | Is This What You've Been Waiting For?   | Amy MacDonaldová      |          |
| 11. | Swag                                    | Justin Bieber         |          |
| 11. | I Want My Loved Ones to Go with Me      | Noah Cyrus            |          |
| 11. | This Is For                             | Twice                 |          |
| 17. | Nancy11                                 | Nancy Ajram           |          |
| 18. | Addicted to the Violence                | Scars on Broadway     |          |
| 18. | Circling from Above                     | Styx                  |          |
| 21. | Don't Tap the Glass                     | Tyler, the Creator    |          |
| 23. | Too Much!                               | Sayashi Riho          |          |
| 25. | More Balls to Picasso                   | Bruce Dickinson       |          |
| 25. | Ain't Done with the Blues               | Buddy Guy             |          |
| 25. | Man on the Moon                         | Fitz and the Tantrums |          |
| 25. | Classic Love                            | Kurt Vile             |          |
| 25. | Veronica Electronica                    | Madonna               |          |
| 25. | Find El Dorado                          | Paul Weller           |          |
| 28. | Ego                                     | Hayley Williams       |          |

#### Srpen
| Den | Album                                   | Umělec            | Poznámky |
| --- | --------------------------------------- | ----------------- | -------- |
| 1.  | Head on Swivel                          | Juicy J           |          |
| 1.  | Thy Kingdom Come                        | Suicideboys       |          |
| 1.  | Dangerous Summer                        | Yeat              |          |
| 1.  | NX REALM                                | NEXTLIGHT         |          |
| 8.  | Metal Forth                             | Babymetal         |          |
| 8.  | Commitment                              | Craig David       |          |
| 8.  | Everest                                 | Halestorm         |          |
| 8.  | Lost Americana                          | Machine Gun Kelly |          |
| 8.  | No Rain, No Flowers                     | The Black Keys    |          |
| 8.  | Willoughby Tucker, I'll Always Love You | Ethel Cain        |          |

## Očekávaná alba
Řazeno chronologicky
- 9. srpna - irucaice - iceQuarium -Heaven-
- 13. srpna – Conan Gray – Wishbone[31]
- 22. srpna –  Ava Max – Don't Click Play
- 22. srpna – Deftones – Private Music[32]
- 5. září – Primal Fear – Domination[33]
- 12. září – The Rasmus – Weirdo
- 17. září – Perfume – Nebula Romance: Part II
- 3. října – Battle Beast - Steelbound
- 17. října – Sabaton - Legends
- Blaf – Fórt dokoła
- Morrissey – You're Right, It's Time (dříve Without Music the World Dies) [34]
- Lana Del Rey – nepojmenováno[35] (dříve The Right Person Will Stay[36] a Lasso[37])

Interpreti, kteří oznámili, nebo naznačili vydání nového alba, ale název zatím znám není
- ASAP Rocky
- Ally Brooke
- Bebe Rexha
- Cardi B
- Charlie Puth
- Dinah Jane
- Disturbed
- Jessie J
- Jess Glynne
- Kesha
- Kim Petras
- Lauren Jauregui
- Ludacris
- Nicki Minaj
- Rita Ora

## Koncertní turné
- Billy Joel – Billy Joel in Concert
- Coldplay – Music of the Spheres World Tour
- Ed Sheeran – +–=÷× Tour
- Metallica – M72 World Tour
- Till Lindemann – Meine Welt Tour
- AC/DC – Power Up Tour
- Linkin Park – From Zero World Tour
- Dua Lipa – Radical Optimism Tour
- John Cale – POPtical Illusion Tour
- Katy Perry – The Lifetimes Tour
- Lady Gaga – The Mayhem Ball
- Iron Maiden – Run for Your Lives World Tour
- Judas Priest – Shield of Pain Tour
- Oasis – Live '25 tour